# Балёвци
Балёвци (болг. Бальовци) — село в Болгарии. Находится в Софийской области, входит в общину Ихтиман. Население составляет 13 человек.

## Политическая ситуация
В местном кметстве Вакарел, в состав которого входит Балёвци, должность кмета (старосты) исполняет Росен Йорданов Зашев (Болгарская социалистическая партия (БСП)) по результатам выборов.
Кмет (мэр) общины Ихтиман — Маргарита Иванова Петкова (Болгарская социалистическая партия (БСП)) по результатам выборов.